# Djurs Sønder Herred
Djurs Sønder Herred var et herred i det tidligere Randers Amt (1970-2007 Århus Amt).
Herredet hed i Kong Valdemars Jordebog Dyursæ Syndræhæreth og hørte i middelalderen en del af Aabosyssel, senere var det i Kalø Len, og fra 1660 Kalø Amt. Djurs Sønder Herred grænser mod nord til Nørre Herred og Sønderhald Herred, hvor grænsen dannes af det udtørrede Kolindsund, mod vest til Øster Lisbjerg Herred, mod syd til Mols Herred og mod øst til Kattegat. Højeste punkt er Gratbjerg ved Hyllested, der er 66 moh. der har været 675 forhistoriske monumenter i herredet, deraf 3 jættestuer, 57
langdysser, 55 runddysser, 32 dyssekamre. 
I herredet er der følgende sogne:
- Albøge Sogn – (Grenaa Kommune)
- Ebdrup Sogn – (Midtdjurs Kommune)
- Feldballe Sogn – (Rønde Kommune)
- Fuglslev Sogn – (Ebeltoft Kommune)
- Hoed Sogn – (Grenaa Kommune)
- Homå Sogn (Homaa) – (Grenaa Kommune)
- Hyllested Sogn – (Syddjurs Kommune)
- Kolind Sogn – (Midtdjurs Kommune)
- Lyngby Sogn – (Grenaa Kommune)
- Nødager Sogn – (Midtdjurs Kommune)
- Rosmus Sogn – (Ebeltoft Kommune)
- Tirstrup Sogn – (Ebeltoft Kommune)
- Vejlby Sogn – (Grenaa Kommune)
- Ålsø Sogn (Aalsø) – (Grenaa Kommune)

## Eksterne kilder og henvisninger
- Djurs Sønder Herred i J.P. Trap: Kongeriget Danmark, udarbejdet af H. Weitemeyer (3. udgave, 4. bind 1901)

56°18′21.14″N 10°43′11.67″Ø / 56.3058722°N 10.7199083°Ø